# Tansarijärvi
Tansarijärvi är en sjö i Kiruna kommun i Lappland och ingår i Torneälvens huvudavrinningsområde. Sjön har en area på 0,102 kvadratkilometer och ligger 425,5 meter över havet. Sjön avvattnas av vattendraget Tansarijoki.

## Delavrinningsområde
Tansarijärvi ingår i det delavrinningsområde (751500-171291) som SMHI kallar för Mynnar i Luongasjoki. Medelhöjden är 419 meter över havet och ytan är 26,79 kvadratkilometer. Det finns inga avrinningsområden uppströms utan avrinningsområdet är högsta punkten. Tansarijoki som avvattnar avrinningsområdet har biflödesordning 3, vilket innebär att vattnet flödar genom totalt 3 vattendrag innan det når havet efter 361 kilometer. Avrinningsområdet består mestadels av skog (85 procent) och sankmarker (13 procent). Avrinningsområdet har 0,32 kvadratkilometer vattenytor vilket ger det en sjöprocent på 1,2 procent.